# Adéla Petřeková
Adéla Petřeková (* 3. března 1988 Krnov) je česká herečka.

## Život
V Krnově od dětství navštěvovala místní uměleckou školu, na níž se věnovala hře na klavír (8 let) a studiu v rámci literárně-dramatického oboru. To jí přivedlo k recitaci, za niž byla posléze oceněna v celostátním kole soutěže Wolkerův Prostějov.
Paralelně také sedm let navštěvovala Základní uměleckou školu se zaměřením na malbu. V závěrečném ročníku osmiletého gymnázia byla přijata na pražskou DAMU, kde v roce 2011 absolvovala obor činohra pod vedením Jany Hlaváčové, Ladislava Mrkvičky a Jana Šťastného. Jako studentka účinkovala mimo jiné v absolventských inscenacích v Divadle DISK -  V houštinách měst (Bertolt Brecht, role Jane Larryové), Peer Gynt (Henrik Ibsen, role Zeleně oděné), Poprask na Laguně (Carlo Goldoni, role Pasquy) a ve Třech sestrách (A. P. Čechov, role Máši).
Po studiích sbírala další divadelní zkušenosti např. v divadle Pod Palmovkou, v Letních Shakespearovských slavnostech, v Národním divadle v Praze (Cyrano z Bergeracu) či plzeňském Divadle J. K. Tyla. K filmovým, resp. televizním, rolím patří Dora (film Záblesky chladné neděle) nebo Pavlína Fibichová (seriál Vraždy v kruhu).
Obsazena byla také v divadelním představení Jonáš a tingl—tangl uváděném Divadelním spolkem Kašpar v Divadle v Celetné. V roce 2016 účinkovala v českém nastudování Mše Leonarda Bernsteina v režii Michala a Šimona Cabanů. Kromě divadelní a filmové práce zpívá v hudební kapele Mlhou a od roku 2016 je členkou charitativního projektu Zkoleduj se.

## Divadelní role
(uveden je rok premiéry představení)
| 2021    | Matka/Marie Magdalena (Pašije - Divadlo v Celetné, Divadelní spolek Kašpar) |
| 2017    | Dívka vlevo (Jonáš a tingl—tangl - Divadlo v Celetné, Divadelní spolek Kašpar) |
| 2016    | Street chorus (MASS Leonard Bernstein - režie Cabani Michal a Šimon, dirigent Oskar Rózsa) |
| 2015    | Sestřička Jana (Viktorka Plzeň! aneb Jinak to nevidím - Divadlo J. K. Tyla Plzeň, režie Tomáš Svoboda) |
| 2013    | Ela Delahayová (Charleyova teta - Východočeské divadlo Pardubice, úprava a režie: Milan Schejbal) |
| 2012    | Ošetřovatelka (Sestup Orfeův - Divadlo J. K. Tyla Plzeň, režie a úprava: Jan Burian) Claudia Nardi (Nine - Divadlo J. K. Tyla Plzeň, režie Roman Meluzín) Prkno (Sněžná revoluce - Divadlo Ponec, režie Zuzana Páleníková) |
| do 2011 | Annie (Chicago - Divadlo Pod Palmovkou, režie Stanislav Moša) Zeleně oděná / Dívka / Salašnice / Trol / Blázen' (H. Ibsen: Peer Gynt) Pasqua (C. Goldoni: Poprask na laguně) Máša (A. P. Čechov - Tři sestry) Jane Larryová (B. Brecht: V houštinách měst) Subreta (E. Rostand: Cyrano z Bergeracu, Národní divadlo, režie: M. Dočekal) Děvka (W. Shakespeare: Jindřich IV., LSS, režie: L. Bělohradská) Juanita, dívka gorila / Číšnice (Ő. von Horváth: Kazimír a Karolína, DISK, režie: M. Tyc) Dvorní dáma (J. Webster: Vévodkyně z Amalfi, DISK, režie: F. Nuckolls) Žena (W. Shakespeara: Večer Sonetů, režie: R. Szymiková) |

## Filmografie
| 2020 | Kukačky (TV seriál, režie Biser Arichtev)                             |
| 2017 | Bohéma (Adina Mandlová, TV seriál, režie Robert Sedláček)             |
| 2016 | Manžel na hodinu (Jitka, režie Tomáš Svoboda)                         |
|      | Na vodě (Anička, TV seriál, režie Milan Cieslar)                      |
|      | Polda (Ivana Štípková, TV seriál, režie Jaroslav Fuit)                |
| 2015 | Vraždy v kruhu (Pavlína Fibichová, TV seriál, režie Ivan Pokorný)     |
|      | Všechny moje lásky (Julie, TV seriál, režie Johanna Steiger-Antošová) |
| 2014 | Intimity (Adéla, režie Ivo Macharáček)                                |
| 2013 | Bez hranic (TV seriál)                                                |
|      | Cirkus Bukowsky (Edita Tichá, TV seriál, režie Jan Pachl)             |
| 2012 | Helena (TV seriál)                                                    |
|      | Modrý drak                                                            |
|      | Záblesky chladné neděle (Dora, režie Ivan Pokorný)                    |
| 2011 | Pan Pozdě (Aneta, studentský film)                                    |
|      | Villa Faber (TV film)                                                 |
| 2010 | Kazimír a Karolína (divadelní záznam)                                 |
| 2008 | Kriminálka Anděl (TV seriál)                                          |

## Hudba
Od roku 2013 je zpěvačkou a spoluautorkou v hudební kapele Mlhou společně s kytaristou Petrem Zatloukalem.